# はとこ
はとこは、自分からみて祖父母の兄弟姉妹の孫である。6親等の傍系親族の一つ。またいとこ、ふたいとこともいう。

## 定義
- 親同士がいとこ、祖父母同士が兄弟姉妹、曽祖父母が同じという関係の相手。
- 自分の父方か母方の祖父か祖母の両親、つまり曽祖父母の曽孫の中で、自分と兄弟姉妹といとこを除く者。
- 大おじ・大おばの孫。
- 祖父・祖母の大甥・大姪。
- いとこおじ・いとこおばの子供。
- 親とおじ・おばのいとこ甥・いとこ姪。
- はとこの曽祖父母は、1組が自身の血縁の曽祖父母である。1組は、大おじか大おばの舅・姑、残り2組は、いとこおじ・いとこおばの配偶者（祖父母の甥嫁・姪婿）の祖父母（大舅・大姑）であり、これらは自分とは遠縁となるため、親族関係は発生しない。ただし、祖父母同士が2組の兄弟姉妹（祖父同士が兄弟で祖母同士も姉妹、または互いの祖父と祖母がそれぞれきょうだい同士）の場合と、親同士が2組のいとこ（父親同士が従兄弟で母親同士も従姉妹、または互いの父親と母親がそれぞれいとこ同士）の場合は、祖父方・祖母方共に、同じ曽祖父母となる。
- はとこの祖父母4人のうち1人は、自分の祖父母4人のうち1人の兄弟姉妹である。
- はとこの父か母かは、自分の父か母の父方か母方のいとこである。
- はとこの高祖父母より前の祖先は、全体の組数のうち、1/4の組数が自身の祖先にあたる。

### 義理
自身の血縁関係にあっても6親等の関係であるほか、自身ないし近親者の婚姻や養子縁組にともなって義理のはとこが生じる。
自身ないし近親者の婚姻や養子縁組にともなって生じる「義理のはとこ」の例は、以下の通りである。
- 配偶者のはとこ（大おじ・大おばの配偶者の大甥・大姪と結婚した場合といとこおじ・いとこおばの配偶者の従甥・従姪と結婚した場合は実のはとこ）
- はとこの配偶者(父の従甥・従姪と母の従甥・従姪とが結婚した場合は実のはとこ)
- いとこおじ・いとこおばの養子・養女、または再婚相手の子供
- 大おじ・大おばの養子・養女の子供、又は再婚相手の孫
- 曽祖父母の養子の孫、又は再婚相手の曽孫
- 祖父母の養親の曽孫、又は再婚相手の大甥・大姪
- 養父母又は親の再婚相手の従甥・従姪
- 親の養父母の大甥・大姪

## 呼称

### 漢字表記
漢字では年長の男性を二（再）従兄、年長の女性を二（再）従姉、年少の男性を二（再）従弟、年少の女性を二（再）従妹と書く。また、これらを組み合わせて男同士を二（再）従兄弟、女同士を二（再）従姉妹、男女同士を二（再）従姉弟、二（再）従兄妹とも書く。ひっくるめると二（再）従兄弟姉妹と書く。また、父方のはとこは従堂兄弟や従堂姉妹、母方のはとこは従表兄弟や従表姉妹とも書く。
兄弟姉妹の場合と同様に、親のはとこ（曽祖父母の兄弟姉妹の孫）については、兄弟姉妹を伯叔父母に置き換えて二（再）従伯父、二（再）従叔父、二（再）従伯母、二（再）従叔母と書く。はとこの子供（祖父母の兄弟姉妹の曽孫）については、兄弟姉妹を甥姪などと置き換えて二（再）従甥や二（再）従姪などと書く。

### 他言語での表現
はとこを英語で厳密に指す場合には「second cousin」を用いる。単に「cousin」と呼ばれる場合もあるが、これはいとこを含めた同世代の傍系親族一般を意味する。

## はとこ同士の結婚
日本の法律（民法734条）は、いとこやはとこの関係にある者同士の結婚を妨げていない（結婚を参照）。日本社会においては、心情や感覚、慣習の面でインセスト・タブーの対象となりうる場合もあるが、これは当事者と関わる親族や地域社会によって大きく異なる。ただし親等が隔たる分、はとこ同士の場合はいとこ婚ほどには注意が払われない。
大韓民国や台湾においては、はとこ同士の結婚は不可である。一方、中華人民共和国は、はとこ同士の結婚は可能としている。ギリシャでは、ギリシャ正教会は特に問題視していないが、現実には家族から近親婚を理由に反対される場合もある。